# جاستینا ماچادو
جاستینا ماچادو (انگلیسی: Justina Machado؛ زادهٔ ۶ سپتامبر ۱۹۷۲) یک هنرپیشه اهل ایالات متحده آمریکا است.

## گزیدهٔ آثار

### سینما
- آخر بازی (۲۰۱۵)
- پاکسازی: هرج و مرج (۲۰۱۴)
- تماس (۲۰۱۳)
- هزار کلمه (فیلم)
- در مه الکتریکی (۲۰۰۹)
- شوهر تصادفی (۲۰۰۸)
- پدرو
- فراری کوچولو (فیلم ۲۰۰۶)
- گشتاور (فیلم)
- مقصد نهایی ۲ (۲۰۰۳)
- سنجاقک (فیلم ۲۰۰۲)
- هوش مصنوعی (۲۰۰۱)
- او خیلی دوست داشتنیه (۱۹۹۷)

### تلویزیون
- نظم و قانون
- رقص با ستارگان
- سوپر مارکت (مجموعه تلویزیونی)
- امروز رو بچسب
- ملکه جنوب (۲۰۱۶)
- جین باکره
- خدمتکاران حیله‌گر
- پرورشگاهی‌ها (مجموعه تلویزیونی)
- درمانگاه خصوصی (۲۰۱۳–۲۰۱۲)
- کدبانوهای وامانده (۲۰۱۲)
- استخوان‌ها (۲۰۱۰)
- مهره سوخته (۲۰۱۰)
- بخش فوریت‌های پزشکی (مجموعه تلویزیونی)
- بتی بی‌ریخته (۲۰۰۷)
- پرونده سرد
- آناتومی گری (۲۰۰۶)
- نجواگر روح
- شش فوت زیر زمین (۲۰۰۵–۲۰۰۱)
- آنجل (۲۰۰۰)
- نسخه اولیه (۱۹۹۹)